# Sergio Bonaldi
Pour les articles homonymes, voir Bonaldi.
Sergio Bonaldi, né le 7 août 1978 à San Giovanni Bianco, est un biathlète et fondeur italien. 

## Carrière
Il fait ses débuts internationaux en biathlon en 1999. Il dispute sa première course dans la Coupe du monde en 2001 à Oberhof, la où même il obtient son meilleur résultat individuel en 2005 avec une 38e place. Il reçoit quatre sélections dans des Championnats d'Europe entre 2001 et 2004, gagnant la médaille de bronze en relais en 2001, une sélection en championnat du monde en 2005 et une sélection aux Jeux olympiques à Turin en 2006, se classant 66e du sprint. Il passe du circuit continental de biathlon, où il obtient trois podiums, à celui des courses marathon de ski de fond après la saison 2006-2007.
Il remporte notamment la Dolomitenlauf en 2013 et le classement général de la Coupe Marathon le même hiver (Worloppet Cup).

## Palmarès en biathlon

### Jeux olympiques
| Épreuve / Édition | Individuel | Sprint | Poursuite | Départ en masse | Relais |
| JO 2006 Turin     | —          | 66e    | -         | -               | -      |

Légende :
- — : Non disputée par Bonaldi

### Championnats du monde
| Épreuve / Édition        | Individuel | Sprint | Poursuite | Départ en masse | Relais | Relais mixte |
| Mondiaux 2005 Hochfilzen | 45e        | -      | -         | —               | —      | -            |

### Championnats d'Europe
- Médaille de bronze du relais en 2001 à Alta Moriana.

### Coupe d'Europe
- 3 podiums individuels.

## Palmarès en ski de fond

### Worldloppet Cup
- Premier du classement général en 2013.
- 3 victoires :
  - Dolomitenlauf 2013.
  - American Birkebeiner 2013 et 2015.

### Championnats du monde de rollerski
- Médaille d'or sur onze kilomètres classique (ascension) en 2013 à Bad Peterstal.